# Џива
Џива (санскрит: जीव jīva — „жива”) хиндуистички је појам који значи живот, а у ужем значењу означава бесмртну суштину живих бића (попут душе).
Џаине верују да душу немају само људи; имају је све ствари, па и сами елементи. Сваки атом садржи властиту душу, чији је он омотач. Читав свемир ври од њиховог живота, а димензије им варирају у зависности од тела за које су везане.

## Џива у џаинизму
Џаине су сматрале да је стварност подељена на две опречне групе: на једној страни супстанца са животном снагом и својством мисли (џива — жива), а на другој беживотна супстанца, лишена мисли (аџива — нежива). Принципи џива су бесконачни, али прожимају, иако нематеријални, тела с којима су спојени, а и сами су прожети материјом. Атрибут џиве је интелигенција, која се манифестује као опште виђење (даршана) или као посебно сазнање (џнана) и блаженство.

### Спутаност џиве
Душа није савршена пре но што се сједини са светом: њена суштинска својства се указују после искуства живљења и самопревазилажења, дакле пошто се раскине њена веза с материјом или оков утицаја (асрава) материје на њу. Ова тежња за ослобођењем знак је урођене чистоте душе, иако се она налази у замци своје супротности. Џива избија из исконског стања које се назива нигода, а величина џиве зависи од тела у које она улази, узимајући његове пропорције.
У нашој души, дакле, постоји урођена тежња ка савршенству, која је замрачена тиме што душу поседује материја. Стога се џиве деле на оне спутане циклусом рађања и умирања (самсарин), под влашћу карме, и на слободне (кевалин), које су се ослободиле те тираније и постале чиста светлост.
Шта је узрок сусрету џиве и аџиве, интелигентног и инертног? До њега долази услед прилива материје, којим она спутава џиву, претворивши се у карму, делање. Карма је телесна материја, сачињена од тананих елемената који се стежу око џиве и заробљавају је, дајући јој и једну посебну боју.

### Врсте џива
Многе су врсте спутаних џива, које се деле према броју поседованих чула:
1. џиве с једним чулом, чулом додира, лишене локомоторних органа (стхавара); ту спадају четири елемента — земља, вода, ватра, ваздух — и читаво биљно царство;
2. џиве с два чула, додиром и укусом, као што су црви;
3. џиве с три чула, додиром, укусом и мирисом, као што су мрави;
4. џиве које, уз три наведена, поседују и чуло вида, као што су пчеле, итд.;
5. џиве које, поред наведених, имају и чуло слуха, као сисари, птице, човек.